# Stazione di Alençon
La stazione di Alençon (in francese Gare d'Alençon) è la principale stazione ferroviaria di Alençon, nel dipartimento dell'Orne, nella regione della Normandia, in Francia.

## Storia

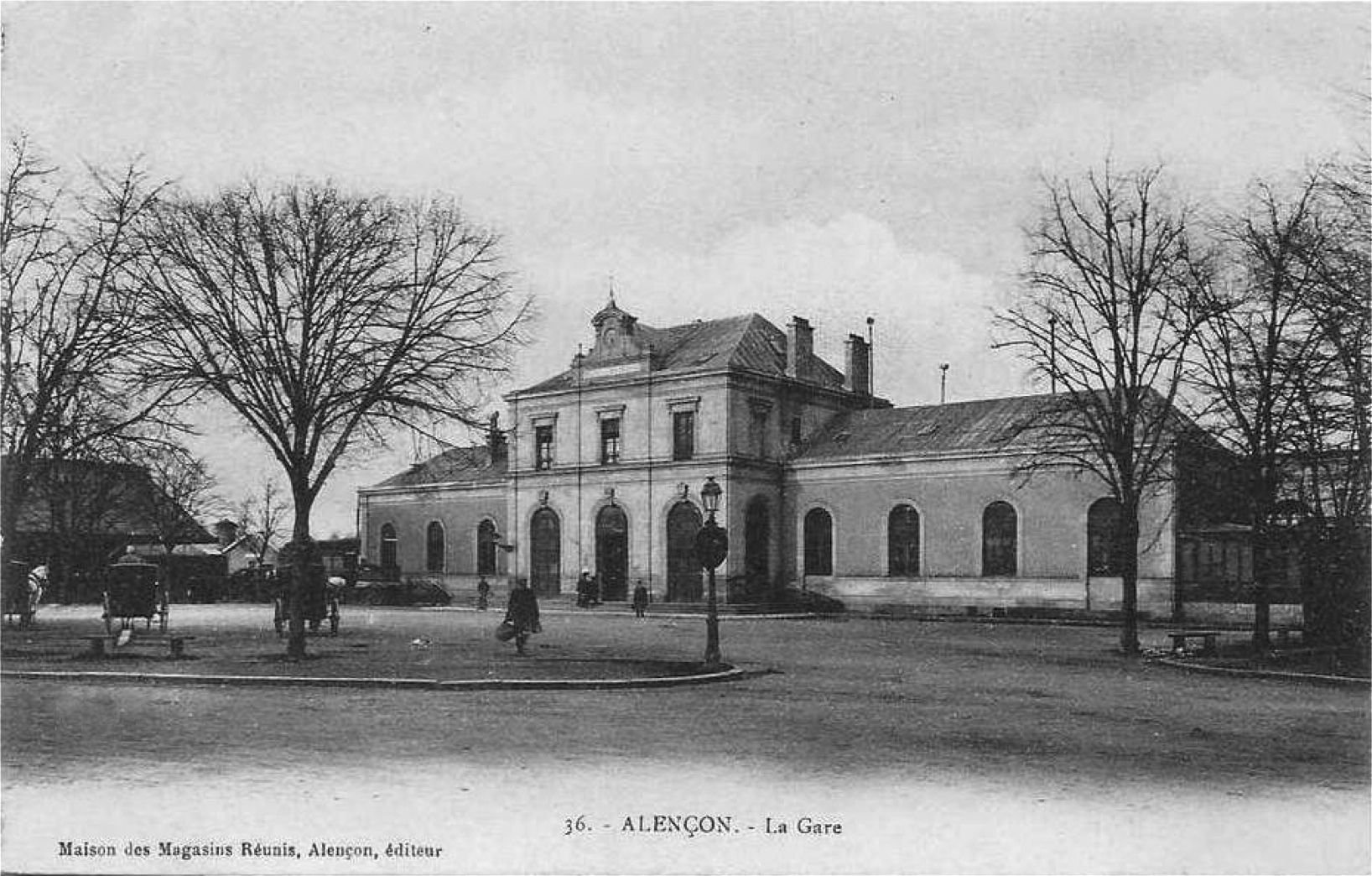
La stazione intorno al 1900.

L'importanza ferroviaria di Alençon viene rafforzata, con la messa in servizio il 6 maggio 1873 della linea da Alençon a Condé-sur-Huisne e nel 1881 l'apertura di una nuova linea da Alençon a Domfront commissionata per sezioni.
Durante la seconda guerra mondiale la stazione subisce numerosi bombardamenti che distruggeranno le infrastrutture ed in particolare la sua palazzina passeggeri. Il 14 giugno 1940 un bombardamento della Luftwaffe causò più di trenta vittime tra i profughi presenti. I seguenti attacchi sono bombardamenti degli alleati nel 1944. Il primo avvenuto il 21 maggio provocando due feriti oltre a danni materiali che hanno colpito l'edificio e più di dieci locomotive. Il 9 giugno l'intero distretto della stazione è stato distrutto dall'aviazione anglo-americana. Il 12 e 13 luglio la stazione è stata nuovamente attaccata.
L'architetto Louis Arretche realizzò schizzi e un progetto preliminare per una nuova stazione nel 1947 e nel 1948. L'inaugurazione della nuova stazione avvenne nel 1960.
Il 13 giugno 2010 è stata inaugurata la greenway, che sostituisce la vecchia linea da Alençon a Condé-sur-Huisne.